# Kamienica przy ul. Narutowicza 91 w Łodzi
Kamienica przy ul. Narutowicza 91 w Łodzi – modernistyczna kamienica położona przy ulicy Narutowicza 91 w Łodzi.

## Historia
Budowa kamienicy została zlecona w okresie międzywojennym przez Jakuba Sztajnsznajdera, który prowadził Przedsiębiorstwo Robót Budowlanych. Autorem projektu budynku został Ludwik Kirszbaum. Budowę rozpoczęto w 1937, a zakończono w następnym roku.
Według Zarządzenia Nr 772/2023 Prezydenta Miasta łodzi z dnia 6 kwietnia 2023 kamienica jest wpisana do Gminnej Ewidencji Zabytków pod numerem 763.

## Charakterystyka
Układ wnętrz kamienicy trzytraktowy, z wewnętrzną studnią doświetlającą zblokowane w trakcie środkowym łazienki, ubikacje i garderoby. Na parterze, wzdłuż zachodniej ściany szczytowej mieści się sień przejazdowa. Z niej odchodzi przejście do umieszczonej w przęśle środkowym traktu frontowego, dostępnej również z ulicy klatki schodowej oraz zejście do piwnic i wejście do ubikacji. Na parterze znajdują się trzy mieszkania, na wyższych piętrach po dwa, a na poddaszu pralnia. Każde z mieszkań na piętrze posiada wykusz z balkonikiem od frontu oraz jeden lub dwa balkony od strony dziedzińca. Łączna liczba mieszkań wynosi 9.
Budynek posiada trzy piętra i częściowo użytkowe poddasze. Jest również podpiwniczony. Dach jest dwuspadowy o niewielkim kącie nachylenia połaci. Nad studnią doświetlającą znajduje się czterospadowy szklany świetlik. Od frontu, w przęsłach skrajnych, wyoblone trójkondygnacyjne wykusze oraz niewielki ryzalit przęsła środkowego z klatką schodową. Strefy skrajne od strony dziedzińca są nieznacznie zryzalitowane. Strefa środkowa wyższa o użytkowe poddasze. Fasada frontowa powyżej parteru posiada dziewięcioosiowy symetryczny układ. Na parterze w osi środkowej umieszczono dwuskrzydłowe drzwi wejściowe, w uskokowym obramieniu zwieńczone płytą żelbetową, nad którą znajduje się wielopoziomowe okno klatki schodowej typu „termometr”.
W osi skrajnej, dziewiątej, mieści się dwuskrzydłowa, dwupoziomowa, zaszklona brama stalowa o meandrowej kracie. Ściana parteru do wysokości gzymsu parapetowego obłożono płytkami klinkierowymi. Nad parterem znajduje się gzyms kordonowy, a powyżej, w osiach skrajnych, silnie przeszklone, zaokrąglone wykusze z jednopoziomowymi, wielodzielnymi oknami narożnymi i ćwierćkolistymi balkonikami o ażurowych balustradach z prętów stalowych w układzie poziomym. W osi trzeciej i ósmej natomiast umieszczono okrągłe dwudzielne okienka doświetlające spiżarnie. Pozostałe okna jednodzielne, dwupoziomowe. W obszarze pomiędzy gzymsami, kordonowymi parteru i ostatniego piętra, poziomy relief w tynku, symbolizujący pasmowe boniowanie i podkreślający horyzontalną artykulację.